# Giuseppe Ambrosoli
Giuseppe Ambrosoli (ur. 25 lipca 1923 w Ronago, zm. 27 marca 1987 w Lirze) – włoski i ugandyjski duchowny katolicki, kombonianin, misjonarz, lekarz, błogosławiony Kościoła katolickiego.
Urodził się w 1923 jako siódmy syn Giovanniego Battisty Ambrosoli i Palmiry Valli. W czasie II wojny światowej pomagał ludności żydowskiej przedostać się do neutralnej Szwajcarii. Po wojnie ukończył studia medyczne. Wstąpił też do zakonu kombonianów. W 1953 otrzymał święcenia kapłańskie. W 1956 wyjechał na misję do Ugandy. W niedługim czasie po przyjeździe został skierowany do Kalongo. W 1957 ambulatorium dla trędowatych przekształcił w szpital. Później w Kalongo założył również szkołę dla pielęgniarek. Na misjach w Ugandzie był blisko 30 lat. W lutym 1987 w okresie niestabilności państwa po przegranej wojnie z Ugandą został zmuszony do zamknięcia szpitala w Kalongo (po jego śmierci ponownie wznowił działalność i istnieje do dzisiaj) i przeniesienia jego pacjentów do Liry. Zmarł 27 marca 1987 na misji zakonu kombonianów w Lirze na niewydolność nerek.

## Proces beatyfikacyjny
W 1999 roku w Kalongo został otwarty jego proces beatyfikacyjny. W 2004 został on zakończony na szczeblu diecezjalnym, a akta przesłano do Rzymu. 17 grudnia 2015 podpisał dekret o heroiczności cnót i odtąd przysługuje mu tytuł czcigodnego sługi Bożego. 29 listopada 2019 papież Franciszek podpisał dekret zatwierdzający cud za wstawiennictwem Giuseppe Ambrosoliego. Jego beatyfikację zaplanowano na 22 listopada 2020 w Kalongo, ale została zawieszona z powodu panującej pandemii COVID-19, po czym 10 lutego 2022 wyznaczono nową datę.
20 listopada 2022 podczas uroczystej eucharystii pod przewodnictwem abp Luigiego Bianco, nuncjusza apostolskiego w Ugandzie, Giuseppe Ambrosoli został beatyfikowany i ogłoszony błogosławionym Kościoła katolickiego.